# Inland Forts
Inland Forts är en bergstopp i Antarktis. Den ligger i Östantarktis. Nya Zeeland gör anspråk på området. Toppen på Inland Forts är 1 796 meter över havet.
Terrängen runt Inland Forts är varierad. Inland Forts ligger uppe på en höjd som går i öst-västlig riktning. Trakten är obefolkad. Det finns inga samhällen i närheten. 